# Südlicher Weißwangen-Schopfgibbon
Der Südliche Weißwangen-Schopfgibbon (Nomascus siki) ist eine Primatenart aus der Familie der Gibbons (Hylobatidae). Er galt als Unterart des (Nördlichen) Weißwangen-Schopfgibbons, bis 1983 zytogenetische Untersuchungen die Eigenständigkeit als eigene Art zeigten.

## Merkmale
Genaue Körpervermessungen sind nicht verfügbar. Südliche Weißwangen-Schopfgibbons erreichen ein Gewicht von bis zu 6 kg (Männchen) bzw. 7 kg (Weibchen).
Wie bei allen Schopfgibbons unterscheiden sich die Geschlechter deutlich in der Fellfärbung. Die Männchen und Jungtiere sind schwarz gefärbt und haben weiße Wangenfelder, die jedoch halb so lang wie die des Nördlichen Weißwangen-Schopfgibbons sind. Diese haben ein spitzes, oberes Ende und reichen bis an die Oberlippen und die Seiten des Kinns, sind jedoch nicht nach außen gerichtet wie bei dem Nördlichen Gelbwangen-Schopfgibbon (Nomascus annamensis) oder dem Südlichen Gelbwangen-Gibbon (N. gabriellae). Der Schopf ist gut sichtbar, aber nicht so stark wie bei dem Nördlichen Weißwangen-Schopfgibbon (N. leucogenys). Weibchen sind blass gelb bis orangegelb gefärbt, mit einem schwarzen Scheitelfleck und einem weißen Ring um das Gesicht und sind weitgehend nicht von den Weibchen des Nördlichen Weißwangen-Schopfgibbons zu unterscheiden.

## Verbreitung und Lebensraum

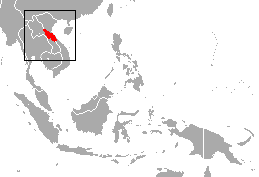
Verbreitungskarte

Südliche Weißwangen-Gibbons leben im südlichen Laos und im mittleren Vietnam, der Mekong bildet die Westgrenze ihres Verbreitungsgebietes. Im Süden überschneidet sich ihr Verbreitungsgebiet mit dem der Gelbwangen-Schopfgibbons. Sie kommen auch in China vor.
Hohe, hauptsächlich tropische, immergrüne Laubwälder und steile Karstwälder in 30 bis 1800 m Höhe stellen den Lebensraum dar. Wahrscheinlich ist die Art auch in höheren Lagen zu finden.

## Lebensweise und Fortpflanzung
Südliche Weißwangengibbons sind tagaktive Baumbewohner und leben vermutlich in monogamen Paaren, die ihr Revier mit Duettgesängen kennzeichnen.
Sie fressen vorrangig Früchte und ergänzen den Speiseplan mit Blättern und Blumen.
Zwar ist sonst nur wenig über die Art bekannt, wahrscheinlich stimmen die Lebensweise und die Fortpflanzung mit anderen Arten der Gattung  Nomascus größtenteils überein.
Hybride zwischen  dem Südlichen Weißwangen-Schopfgibbon und dem Südlichen Gelbwangen-Schopfgibbon sind in freier Wildbahn im südlichen Laos und im südlichen Vietnam bekannt. Die Häufigkeit dieser Hybridisierungen ist jedoch unbekannt.

## Bedrohung
Der Südliche Weißwangen-Schopfgibbon wird von der IUCN als „endangered“ (stark gefährdet) klassifiziert. Er kommt in sechs Naturschutzgebieten vor, doch seine Häufigkeit ist nirgendwo gut dokumentiert. Die Hauptbedrohung ist die Jagd, sei es als Nahrungsmittel, für traditionelle, asiatische Medizin oder für den Haustiermarkt (vor allem Jungtiere). Dies wird durch die Habitatzerstörung und manchmal durch die Urbanisierung verschärft. Lebensraumverlust ist in Vietnam ein größeres Problem als in Laos, da die Bevölkerung hier stark wächst und Holz und Platz für Nutzflächen benötigt werden. Die Reduzierung dieser Bedrohungen ist der Schlüssel zum Schutz des Südlichen Weißwangen-Schopfgibbons.